# Gustavsberg (commune de Sundsvall)
Gustavsberg est une localité de la commune de Sundsvall dans le comté de Västernorrland en Suède.
Sa population était de 254 habitants en 2010.